# Mike Rathje
Michael Steven „Mike“ Rathje (* 11. Mai 1974 in Mannville, Alberta) ist ein ehemaliger kanadischer Eishockeyspieler, der im Verlauf seiner aktiven Karriere zwischen 1990 und 2007 unter anderem 845 Spiele für die San Jose Sharks und Philadelphia Flyers in der National Hockey League auf der Position des Verteidigers bestritten hat. Seinen größten Karriereerfolg feierte Rathje, der im NHL Entry Draft 1992 bereits an dritter Gesamtposition ausgewählt worden war, im Trikot der kanadischen U20-Nationalmannschaft mit dem Gewinn der Goldmedaille bei der Junioren-Weltmeisterschaft 1993.

## Karriere
Rathje spielte zunächst von 1990 bis 1993 in der Western Hockey League bei den Medicine Hat Tigers. Nachdem er von den San Jose Sharks im NHL Entry Draft 1992 in der ersten Runde an dritter Position ausgewählt worden war und mit dem kanadischen U20-Nationalteam bei der Junioren-Weltmeisterschaft 1993 die Goldmedaille errungen hatte, holten ihn die Sharks für die IHL-Playoffs im Frühjahr 1993 zu den Kansas City Blades, dem damaligen Farmteam.
Die Saison 1993/94, wie auch die folgenden zwei Spielzeiten, begann der Kanadier immer bei den Blades in der IHL, erhielt aber auch immer die Chance seine Leistungen in der National Hockey League bei den Sharks zu zeigen. In der Saison 1996/97 etablierte sich Rathje in der NHL, obwohl er lange Zeit wegen einer Leistenverletzung, die er sich zu Saisonbeginn zugezogen hatte, pausieren musste. Er blieb bis zum Ende der Spielzeit 2003/04 in San Jose und entwickelte sich zu einer der Stützen des Teams aus Nordkalifornien. Seine beste Saison, gemessen an seinen Offensivleistungen hatte er ironischerweise 2002/03, als San Jose bis dato eine der schwächsten Spielzeiten in der Franchise-Geschichte absolvierte.
Nach dem NHL-Lockout 2004/05, in der Rathje kein Eishockey spielte, unterzeichnete er im August 2005 einen Vertrag bei den Philadelphia Flyers. Aufgrund seiner chronischen Rücken- und Hüftprobleme bestritt er in der Saison 2006/07 nur noch wenige Spiele für Philadelphia. Die Spielzeit 2007/08 fiel er komplett aus.
Rathje hielt bis in die Saison 2006/07 hinein den Franchise-Rekord für die meisten Spiele im Trikot der San Jose Sharks, ehe er von Patrick Marleau abgelöst wurde. Mit elf Spielzeiten hat er so viele Jahre wie kein anderer Spieler in San Jose gespielt und ist immer noch der Verteidiger mit den meisten erzielten Punkten.

## Erfolge und Auszeichnungen
- 1992 WHL East Second All-Star Team
- 1993 WHL East Second All-Star Team
- 1993 CHL Second All-Star Team

### International
- 1993 Goldmedaille bei der Junioren-Weltmeisterschaft

## Karrierestatistik

### International
Vertrat Kanada bei:
- Junioren-Weltmeisterschaft 1993

(Legende zur Spielerstatistik: Sp oder GP = absolvierte Spiele; T oder G = erzielte Tore; V oder A = erzielte Assists; Pkt oder Pts = erzielte Scorerpunkte; SM oder PIM = erhaltene Strafminuten; +/− = Plus/Minus-Bilanz; PP = erzielte Überzahltore; SH = erzielte Unterzahltore; GW = erzielte Siegtore; 1 Play-downs/Relegation; Kursiv: Statistik nicht vollständig)